# Ruardean
Ruardean est un village du Gloucestershire (Angleterre), dans la forêt de Dean.
Il se trouve à l'ouest de Cinderford, sur un flanc de colline, donnant à l'ouest sur les montagnes de Galles du Sud. Il reste peu de traces du passé industriel du village, mais il a été autrefois un centre minier (fer, charbon). Le château normand, dont il ne reste guère qu'un tertre, contrôlait la route la plus courte entre le château de Gloucester et les marais gallois ainsi que la vallée de la Wye.

## Historique
Le village était autrefois dominé par un château normand, près du site actuel de l'église paroissiale, mais il a été détruit. De même que la région environnante, Ruardean est historiquement assez pauvre ; le recensement de 1831 dénombre 127 familles, dont la moitié travaille dans l'agriculture, et 160 personnes sont couvertes par l'assistanat (poor relief).
L'église Saint-Jean-le-Baptiste, construite en 1111, est aujourd'hui le bâtiment principal du village. Elle a été agrandie au XIVe siècle, et une chapelle a été ajoutée en 1798. Le manoir qui se trouvait autrefois dans le champ derrière l'église a été détruit par les soldats d'Olivier Cromwell pendant la Première Révolution anglaise.
Au XIXe siècle, le révérend John Horlick y réside, et ses fils James et William y grandissent. Ils inventent une méthode de production de lait déshydraté au malt dans une remise qui se trouve toujours derrière le pub Malt Shovel sur la rue principale. Après leur arrivée aux États-Unis, ils commercialisent la boisson Horlicks, toujours produite aujourd'hui (par GlaxoSmithKline) et très populaire en Inde.